# Massimo Troiano

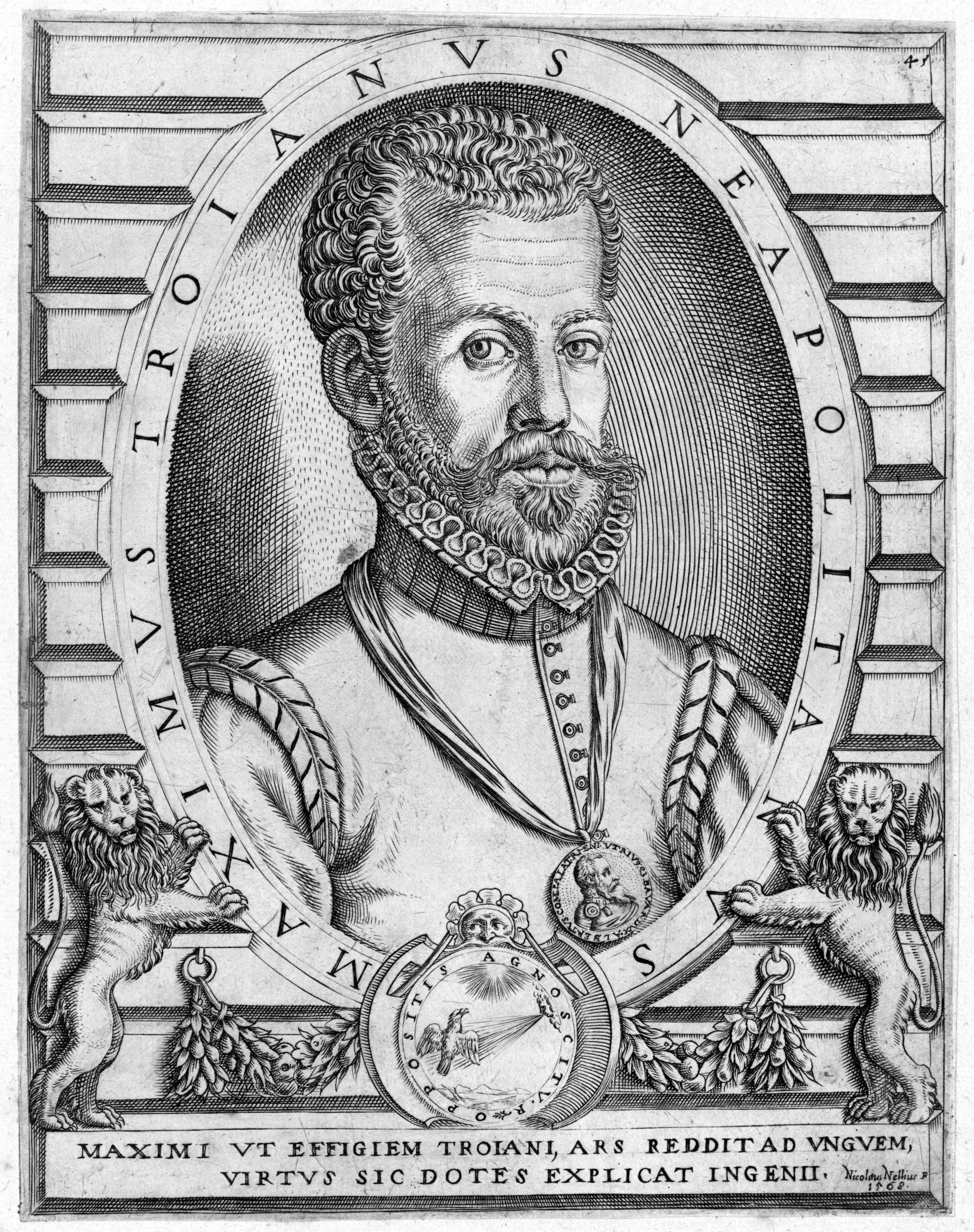
Massimo Troiano, Stich von Nicolaus Nellius aus den Dialoghi, 1568

Massimo Troiano († nach April 1570) war ein italienischer Komponist, Dichter und Berichterstatter des Lebens am Hof des bayerischen Herzogs Albrecht V. der Jahre um 1568.

## Leben
Über Troianos frühe Jahre weiß man nichts, außer dass er aus der Gegend Neapels stammt, da er sich in den Sammlungen seiner canzoni selbst „Massimo Troiano di Corduba da Napoli“ nennt. Dabei weist Corduba nicht auf die spanische Stadt hin, sondern auf eine Beziehung zu Gonzalo de Córdova, Herzog von Sessa, einem kleinen Herzogtum in der Nähe des damals spanischen Neapel.
Lediglich sein Wirken in den Jahren von 1567 bis 1570 ist überliefert, allerdings dafür teilweise sehr detailliert. 1567 veröffentlichte er in Treviso eine Sammlung von canzoni, weltlichen Liedern mit eigenen Texten. Zu Beginn des Jahres 1568 befand er sich in Diensten des bayerischen Herzogs Albrecht V. in München, wo er als Sänger in der Hofkapelle unter Orlando di Lasso wirkte. Wenigstens zweimal wechselte er zwischen München und Venedig, mit einem längeren Aufenthalt in Venedig 1569, wo er auf Geld und eine Neuanstellung durch den bayerischen Herzog wartete. Bis Ostern 1570 ist er wieder in München nachweisbar, als er zusammen mit einem anderen Sänger der Hofkapelle einen Kollegen, den Genueser Johann Baptista Romano, tötete und daraufhin aus Bayern floh. Wiewohl der Herzog, insbesondere an den italienischen Höfen, nach ihm fahnden ließ, ist über sein weiteres Leben nichts bekannt.
1571 tauchte ein Giovanni Troiano in Rom auf, nur wenige Monate nach Massimos Verschwinden aus München. Es gibt allerdings keine Hinweise auf eine Beziehung zwischen Giovanni und Massimo, außer dass beide Komponisten weltlicher Vokalmusik waren. Giovanni starb 1622.

## Werke
Massimo Troiano veröffentlichte vier Bücher mit weltlichen Liedern in drei Sammlungen, 1567, 1568 und 1570. Dennoch ist er vor allem bekannt geworden durch seine Dialoghi, eine lebhafte und farbige Beschreibung des Lebens am bayerischen Hof und vor allem der berühmten Fürstenhochzeit des Erbprinzen Wilhelm mit Renata von Lothringen. Troianos Dialoghi wurden noch 1568 in München gedruckt, erschienen 1569 in Venedig und kurz darauf in einer spanischen Übersetzung. Das Buch bietet die anschaulichste Beschreibung der musikalischen Inszenierungen Orlando di Lassos. „Die Sänger [dienen] jeden Morgen bei der Heiligen Messe, an den Samstags-Vespern und bei den Vigilien vor den großen Kirchenfesten. Die Blasinstrumente werden an den Sonntagen gespielt, und an Festtagen zur Messe und zur Vesper zusammen mit den Sängern.“
Troiano beschreibt auch ungewöhnlich genau, wie die Messe gefeiert wurde, und welche Teile polyphon gesungen wurden. Dies sind wertvolle Informationen für die Rekonstruktion der Musik der Renaissance. Auch eine Beschreibung der Aufführung der größten polyphonen Komposition der Renaissance, der 40- und 60-stimmigen Missa sopra Ecco sì beata giorno von Alessandro Striggio, aus dem Jahr 1567 haben wir von Troiano.
Troianos eigene Musik gehört dem leichten neapolitanischen Stil der canzon villanesca alla napolitana an. Diese Lieder werden oft einfach Canzonetten genannt, dreistimmige Vokalkompositionen ähnlich den Madrigalen, aber von leichterer Natur. Alle seine Bücher wurden in Venedig veröffentlicht, was es verständlich macht, dass seine Werke sowohl neapolitanische als auch venezianische Elemente beinhalten. Die meisten seiner Texte schrieb er wahrscheinlich selbst, und in manchen erzählt er wehmütig von seinem heimatlichen Neapel.

## Schriften (Auswahl)
- Discorsi delli trionfi, giostre, apparatie delle cose più notabili fatte nelle sontuose nozze del […] Duca Guglielmo […]. Monaco 1568 Digitalisat.
- Dialoghi, ne’ quali si narrano le cose piu notabili fatte nelle nozze […] di principe Guglielmo V. Venedig 1569 Digitalisat.